# Joseph Vachal
Arthur Louis Marie Joseph Vachal (Argentat, 25 september 1838 – Argentat, 1 februari 1911) was een Franse politicus en entomoloog. Hij was gespecialiseerd in de studie van de vliesvleugeligen (Hymenoptera). Binnen deze insectenorde beschreef hij 786 nieuwe soorten en 18 nieuwe ondersoorten, waarvan er nog 630 geldig zijn en gebruikt worden. 

## Opleiding
Vachal studeerde in Tulle aan het collège Clémenceau nabij zijn geboorteplaats Argentat. Later ging hij naar Parijs en studeerde aan het collège-lycée Jacques-Decour. Hierna ging hij rechten studeren in Parijs en nadat hij zijn diploma had registreerde hij als rechter in het district van Tulle.

## Trivia
In maart 1930 is er ter ere van Joseph Vachal een straat in zijn geboorteplaats Argentat hernoemd naar Avenue Joseph Vachal.